# Moussa Narry
Moussa Narry, né le 19 mai 1986 à Maradi (Niger), est un footballeur international ghanéen. Il joue au poste de milieu de terrain à Al-Orobah Football Club en Arabie saoudite.

## Biographie

### Club
Après avoir commencé sa carrière au club du Sahel FC Niamey au Niger, il signe à l’Étoile du Sahel et réalise de bonnes prestations dans les différentes compétitions disputés : il remporte la ligue des champions africaine 2007 avec son club face au club égyptien d'Al Ahly SC. En novembre 2007, il fait sa première apparition dans l'équipe des « Black Stars ». Il participe à la Coupe du monde des clubs et le 26 juin 2008 il signe à l'AJ Auxerre moyennant une indemnité d'un million d'euros.
Il s'impose au milieu de terrain dans le club bourguignon et joue 31 rencontres de Ligue 1 pour sa première saison. Lors de la deuxième saison, il est malheureusement relégué sur le banc de touche de l'AJ Auxerre. Il est donc prêté au Mans UC pour obtenir du temps de jeu en janvier 2010.
Le 26 juin 2010, il s'engage définitivement avec le Mans UC dans le cadre du transfert d'Anthony Le Tallec à l'AJ Auxerre. Il est un titulaire indiscutable lors des deux saisons suivantes, mais il résilie son contrat avec son club le 20 juillet 2012. Le 31 juillet 2012, il signe pour deux ans au Sharjah SC, un club des Émirats arabes unis.

### Sélection nationale
Moussa Narry devient un joueur de l'équipe nationale du Ghana alors qu'il avait toujours supposé qu'il était originaire du Niger, pays voisin. Cependant, une enquête menée sur ses ascendants révèlent qu'il est né dans une famille ghanéenne. Le 18 novembre 2007, il fait ses débuts internationaux pour l'équipe A du Ghana lors d'une victoire 2 à 0 contre le Togo. Le 18 décembre 2007, Narry est appelé en sélection du équipe A du Ghana pour faire partie d'une sélection de 40 joueurs lors d'un stage de deux semaines à Dubaï pour préparer la CAN 2008 qui s'ouvre le 5 janvier 2008. Il a également participé à un seul match de la Coupe d'Afrique des Nations 2010 lors de la défaite 3 buts à 1 contre la Côte d'Ivoire.

## Statistiques
| Saison                | Club                            | Championnat           | Championnat | Championnat | Coupe nationale | Coupe nationale | Coupe de la Ligue | Coupe de la Ligue | Compétition(s) continentale(s) | Compétition(s) continentale(s) | Compétition(s) continentale(s) | Sélection | Sélection | Sélection | Total | Total |
| Saison                | Club                            | Division              | M.          | B.          | M.              | B.              | M.                | B.                | Comp.                          | M.                             | B.                             | Équipe    | M.        | B.        | M.    | B.    |
| 2004-2005             | Sahel Sporting Club             | ?                     | -           | -           | -               | -               | -                 | -                 | -                              | -                              | -                              | -         | -         | -         | 0     | 0     |
| 2005-2006             | Sahel Sporting Club             | ?                     | -           | -           | -               | -               | -                 | -                 | -                              | -                              | -                              | -         | -         | -         | 0     | 0     |
| 2005-2006             | Étoile sportive du Sahel (prêt) | ?                     | -           | -           | -               | -               | -                 | -                 | -                              | -                              | -                              | -         | -         | -         | 0     | 0     |
| 2006-2007             | Étoile sportive du Sahel        | 1                     | -           | -           | -               | -               | -                 | -                 | Ligue des champions de la CAF  | 13                             | 1                              | -         | -         | -         | 13    | 1     |
| 2007-2008             | Étoile sportive du Sahel        | 1                     | -           | -           | -               | -               | -                 | -                 | Ligue des champions de la CAF  | 6                              | 1                              | Ghana     | 2         | 0         | 8     | 1     |
| 2008-2009             | AJ Auxerre                      | 1                     | 31          | 0           | 1               | 0               | 2                 | 0                 | -                              | -                              | -                              | Ghana     | 2         | 0         | 36    | 0     |
| 2009-2010             | AJ Auxerre                      | 1                     | 3           | 0           | 0               | 0               | 1                 | 0                 | -                              | -                              | -                              | Ghana     | 2         | 0         | 6     | 0     |
| 2009-2010             | Le Mans FC (prêt)               | 1                     | 12          | 0           | 0               | 0               | 0                 | 0                 | -                              | -                              | -                              | -         | -         | -         | 12    | 0     |
| 2010-2011             | Le Mans FC                      | 2                     | 28          | 0           | 6               | 0               | 0                 | 0                 | -                              | -                              | -                              | -         | -         | -         | 34    | 0     |
| 2011-2012             | Le Mans FC                      | 2                     | 25          | 0           | 3               | 0               | 2                 | 0                 | -                              | -                              | -                              | -         | -         | -         | 30    | 0     |
| 2012-2013             | Sharjah SC                      | 1                     | -           | -           | -               | -               | -                 | -                 | -                              | -                              | -                              | -         | -         | -         | 0     | 0     |
| Total sur la carrière | Total sur la carrière           | Total sur la carrière | 99          | 0           | 10              | 0               | 5                 | 0                 | -                              | 19                             | 0                              | -         | 6         | 0         | 139   | 0     |

## Palmarès
- Champion de Tunisie en 2007 avec l'Étoile sportive du Sahel
- Vainqueur de la Coupe de la CAF 2006
- Vainqueur de la Ligue des champions de la CAF 2007
- Vainqueur de la Supercoupe d'Afrique 2007
- Demi-finaliste de la Coupe du monde des clubs 2007